# Somero
Somero è una città finlandese di 8426 abitanti, situata nella regione del Varsinais-Suomi.